# Kensuke Nebiki
Kensuke Nebiki (根引 謙介 Nebiki Kensuke?, nacido el 7 de septiembre de 1977 en Osaka) es un exfutbolista japonés. Jugaba de defensa y su último club fue el Kashiwa Reysol de Japón.

## Trayectoria

### Clubes
| Club           | País   | Año         |
| -------------- | ------ | ----------- |
| Kashiwa Reysol | Japón  | 1996 - 2006 |
| Independiente  | Brasil | 1996 - 1997 |
| Vegalta Sendai | Japón  | 2004 - 2005 |

## Palmarés

### Títulos nacionales
| Título         | Club           | País  | Año  |
| -------------- | -------------- | ----- | ---- |
| Copa J. League | Kashiwa Reysol | Japón | 1999 |